# Thyge Thøgersen
Thyge Pedersen Tøgersen  (født 4. november 1926 Vodder, Skærbæk - 18 februar 2016 København) tidligere dansk langdistanceløber. Han løb for Københavnerklubben IF Gullfoss. 
Tøgersen begyndte først att løbe efter at en løjtnant i under hans militærtjeneste havde set hans talent og opmuntrede ham til at deltage i løbekonkurrencer. Han var 24 år, da han deltog i sit første løb. Det var et propagandastævne, arrangeret af Københavns Atletik Forbund. Trods den sene start som løber vandt han 35 titler ved danske mesterskaber på bl.a 5000 meter, 10.000 meter og maraton, deraf tolv år i træk på 10.000 meter fra 1953 til 1964.
Han deltog i fire Europamesterskab; Bern 1954, Stockholm 1958, Beograd 1962 og Budapest 1966, med en 7. plads i i maratonløbet 1962 som bedste resultat.
Tøgersen deltog i tre olympiske lege; Helsingfors 1952, Melbourne 1956 hvor han blev nummer 8 i 5000 meter og Rom 1960, med en 6. plads i maratonløbet i Rom som bedste resultat i sin debut på distancen. Han og kuglestøderen Joachim B. Olsen er de eneste der har repræsenteret dansk atletik tre gange i olympisk sammenhæng.
Tøgersen fik udmærkelsen B.T.s Guld 1957 for sin 20 km og 1-times-rekord sat i samme løb på Frederiksberg Stadion det år. Det skete i al ubemærkethed med 30 tilskuere, mens fodboldlandsholdet spillede for 30.000 i Idrætsparken mod Finland.
Tøgersen var postbud.
Tøgersen er farfar til Ann-Sofie Thøgersen som også er løber.
Thyge Tøgersen er begravet på Sundby Kirkegård.

## Danske mesterskaber
Thøgersen vandt i sin karriere 35 danske mesterskaber: 
8 titler på 5000 meter (1954-1962),
12 titler (i træk) på 10000 meter (1953-1964),
4 titler i terrænløb (Kongepokalen) (1952-60),
7 titler i 20 km landevej (1951-1965),
3 titler på maraton (1962-1968).
samt et hold mesterskap i cross. 
Denne liste er ufuldstændig; hjælp gerne med at udfylde den.
| - Guld 1968 Maraton 2:34.20 - Guld 1966 Maraton 2:29.15 - Sølv 1966 10.000 meter 31:06.0 - Guld 1965 20 km landevej 1.06.53.2 - Guld 1964 10.000 meter 30:29.4 - Guld 1964 20 km landevej 1.03.53.6 - Guld 1963 10.000 meter 30:48.4 - Bronze 1963 5000 meter 15:07.0 - Guld 1963 20 km landevej 1.02.37.6 - Guld 1962 5000 meter 14:45.4 - Guld 1962 10.000 meter 30:41.2 - Guld 1962 20 km landevej 1.05.58.0 - Guld 1962 Maraton 2:32.15 - Guld 1961 10.000 meter 30:35.8 - Guld 1961 20 km landevej 1.05.10.0 - Guld 1960 5000 meter 14:36.1 - Guld 1960 10.000 meter 30:42.8 - Guld 1960 8km cross 25.38 - Guld 1960 20 km landevej 1.03.19.2 | - Guld 1959 5000 meter 14:42.4 - Guld 1959 10.000 meter 30:54.4 - Guld 1959 8km cross 23.08 - Guld 1958 5000 meter 14:44.0 - Guld 1958 10.000 meter 30:09.6 - Guld 1957 5000 meter 14:41.2 - Guld 1957 10.000 meter 30:08.8 - Guld 1957 8km cross 26.23 - Guld 1956 5000 meter 14:47.2 - Guld 1956 10.000 meter 30:11.4 - Guld 1956 3km cross Hold 10p - Guld 1955 5000 meter 15:00.6 - Guld 1955 10.000 meter 30:15.8 - Guld 1954 5000 meter 14:50.6 - Guld 1954 10.000 meter 31:31.8 - Guld 1953 10.000 meter 31.09.8 - Guld 1952 8km cross 19.34.2 - Guld 1951 20 km landevej 1:10,07,8 |

## Europamesterskaber
- 1966 Maraton udgik
- 1962 Maraton nummer 7 2:30.05
- 1958 5000 meter 14:29.0
- 1958 10.000 meter 29:51.2
- 1954 10.000 meter nummer 15 30:53.4

## Olympiske lege
- 1960 i Rom Marathon nummer 6 2.21.04
- 1956 i Melbourne 10.000 meter nummer 15
- 1952 i Helsingfors 10.000 meter nummer 24

## Danske rekorder
Thøgersen satte i sin karriere 22 danske rekorder:
| Bane 5000 meter 14.24.8 1955 14.20.6 1956 14.15.2 1956 14.09.4 1956 10 000 meter 30.20.6 1954 30.15.8 1955 30.11.4 1956 29.55.4 1956 29.45.0 1957 1 timesløb 19.288 km 1957 19.463,51 km 1962 20 000 meter 1.02.10.0 1957 1.01.35.4 1962 | Landevej 5 miles 24.22.8 1957 24.18.4 1962 15 km 46.27.4 1957 45.50.6 1962 10 miles 49.52.2 1957 49.19.2 1962 40 km 2.21.03.4 1960 2.15.30.0 1961 Maraton 2.21.03.4 1960 |

## Personlige rekorder
- 5000 meter: 14.09.4 (1956)
- 10.000meter: 29.45.0 (1957)
- Maraton: 2.21.04 (1960)